# Prionomastix africana
Prionomastix africana är en stekelart som beskrevs av Annecke 1962. Prionomastix africana ingår i släktet Prionomastix och familjen sköldlussteklar. Inga underarter finns listade i Catalogue of Life.